# Kameroenbrilvogel
De kameroenbrilvogel (Zosterops melanocephalus; synoniem: Speirops melanocephalus) is een zangvogel uit de familie Zosteropidae (brilvogels). De vogel werd in 1862 door  George Robert Gray als aparte soort beschreven. Daarna werd de vogel ook wel als ondersoort van de rouwbrilvogel (Speirops lugubris melanocephalus) gezien.

## Verspreiding en leefgebied
Deze soort is endemisch in Kameroen, waar de vogel uitsluitend rond de berg Mount Cameroon voorkomt. De leefgebieden zijn half open landschappen met afwisselend bos en natuurlijke graslanden in de gebergtezone tussen 1800 en 3000 meter boven zeeniveau. De vogels zijn bewoners van de boomkronen en struiklaag van de bossen in deze zone.

## Status
De vogel is kwetsbaar omdat in het gebied habitatverlies optreedt door het bewust afbranden van bos om het terrein geschikt te maken voor beweiding en andere agrarisceh activiteiten. Daarom staat de vogel op de Rode Lijst van de IUCN.